# Йонтен Гиалтсо
Лама Йонтен Гиалтсо (Нгава, Тибет) — Официальный и единственный в России, имеющий Российское гражданство и постоянно проживающий на территории России тибетский учитель традиции Джонанг, активно распространяющий буддийские учения традиции Джонанг по всему миру, в большей степени в России, Молдове, Беларуси.

## Биография
Досточтимый Лама Йонтен Гиалтсо родился в небогатой крестьянской семье, проживающей в селении Нгава провинции Амдо в Восточном Тибете. Когда Йонтену Гиалтсо исполнилось семь лет, уважаемый мастер по имени Лоден предсказал, что тот принесет пользу многим людям и посвятил его в монахи. Под руководством Догью, наставника по тантрическим ритуалам, Йонтен Гиалтсо заучивал тексты тантрических практик и овладевал множеством ритуалов, по окончании обучения сдав экзамены в одном из крупнейших монастырей традиции Джонанг — Сер Гомпе. Там же он изучил пять наук: этимологию, поэзию, астрологию, лексикографию, танец и драму. Он получил глубокие наставления по различным практикам традиции Калачакры от признанного мастера Ламы Ваджрадхары Кунги Тугдже Пала.
В возрасте семнадцати лет после успешной сдачи экзаменов по Калачакра-тантре Лама Йонтен Гиалтсо удалился в трехлетний строгий затвор по шестичастной йоге Калачакры. По окончании ретрита он был удостоен высокой похвалы от своего коренного учителя Ламы Кунги Тугдже Пала, который был признан реинкарнацией Владыки Дхармы Всеведущего Долпопы Шераба Гьялцена (ссылка). Таким образом Лама Йонтен Гиалтсо стал одним из его лучших учеников по практике Калачакра-тантры. Затем Лама в течение года практиковал медитации шаматхи, випашьяны и махамудры. По окончании затвора он направился в столицу Тибета — Лхасу, где медитировал в таких святых местах, как пещеры Всеведущего Долпопы и его четырнадцати учеников сердца (рядом с монастырем Тактен Пунцог Чолинг), а также в пещерах Миларепы, Всеведущего Чогьялвы, Тантона Гьялпо, Всеведущего Ньяпенпы, Джецуна Кунга Дролчока и других великих мастеров.
Затем в течение десяти лет Лама Йонтен Гиалтсо изучал буддийскую философию и теорию достоверного познания (цема). Год он преподавал буддийскую философию в монастыре Сер Гомпа и на протяжении четырёх лет обучал на тантрическом отделении Калачакры, помогая практикующим, проходящим строгий затвор по шести йогам Калачакры.
Лама Йонтен являлся одним из инициаторов восстановления ступы Джонанг Кумбум, разрушенной во времена китайской культурной революции. Эта ступа расположена рядом с монастырем Тактен Пунцог Линг. Совместно с монахом этого монастыря они приступили к восстановлению — приносили камни и скрепляли их раствором. В настоящие время ступа восстановлена в первоначальном виде.
В 1997 году Лама прибыл в Индию для завершения трехлетнего учебного курса в школе философии Далай-ламы. Под руководством учителя по имени Нангва Пал он полностью изучил пять важнейших трактатов буддийской философии: «Совершенство мудрости», «Действенное познание», «Монашеская дисциплина», «Срединный путь» и «Сокровищница знания». Затем досточтимый Лама Йонтен Гиалтсо в течение некоторого времени преподавал философию большому числу учеников.
Вскоре после окончания преподавания он отправился в главный монастырь Джонанг за пределами Тибета — Тактен Пунцог Чолинг в городе Шимла (Индия), который в свое время был подарен главе традиции Джонанг, Богдо-гегену Халха Джецуну Дамбе Ринпоче IX Его Святейшеством Далай-ламой XIV. На протяжении пяти лет Лама Йонтен Гиалтсо был заместителем настоятеля этого монастыря. При этом, являясь одним из главных учителей в монастыре, он периодически давал в Дхарамсале учения иностранным паломникам. Под его руководством в монастыре была построена библиотека. Лама Йонтен Гиалтсо являлся основным спонсором строительства ретритного центра для углубленной практики шести йог Калачакры, основными держателями которой являются мастера традиции Джонанг. Таким образом для монахов открылась возможность непрерывно выполнять стадию дзогрим тантры Калачакры в группах по десять человек попеременно.
Позднее глава школы Джонанг, а также духовный лидер буддийской сангхи Монголии, Богдо-геген Халха Джецун Дамба Ринпоче IX, признанный воплощением Таранатхи, уполномочил Ламу Йонтена Гиалтсо передавать обширные учения традиции Джонанг в России и других странах. Таким образом, с 2003 года Лама Йонтен Гиалтсо большую часть времени находится в России, где делится знаниями и опытом со своими учениками. Являясь учителем традиции Джонанг, постоянно проживающим в России, Лама Йонтен Гиалтсо предоставил возможность всем практикующим Дхарму прикоснуться к сокровищам Калачакра-тантры.

## Деятельность в настоящее время
Под руководством Ламы в 2009 году в Москве открылся дхарма-центр «Джонангпа» (с 2016 года Местная религиозная организация "Буддистский центр «Калачакра»), где ученики осваивают предварительные практики (нендро) традиции Калачакры, пхову (перенос сознания в Чистую землю), шаматху (однонаправленную концентрацию), випашьяну (глубинное видение) и махамудру (сокровенные учения о природе ума), философию, получают устные наставления, передачу мантр и комментарии по выполнению практик.
В 2018 году была издана книга Ламы Йонтена Гиалтсо «Нектар Освобождения» (ISBN 978-5-8493-0412-0).
В основе книги — лекции, прочитанные досточтимым Ламой Йонтеном Гиалтсо за последние годы в разных городах России, в которых объясняются базовые разделы буддийского учения. Простым и доступным языком Лама дает введение в учение Будды, делится полезными практическими советами на каждый день, разбирает основные ошибки медитации и рассказывает о методах Ваджраяны, основанных на Калачакра-тантре.
С 2020 года в Крыму ведётся строительство ретритного центра традиции Джонанг «Нгедон Чокор Линг».

### На русском языке
- Лама Йонтен Гиалтсо. Нектар освобождения. Пер. М. Карпухина. М.: Буддийская община «Калачакра», 2018.
- Лама Йонтен Гиалтсо. Нектар освобождения. М.: Ганга, 2022.